# Cnaphalocrocis liliicola
Cnaphalocrocis liliicola is een vlinder uit de familie van de grasmotten (Crambidae), uit de onderfamilie van de Spilomelinae. De wetenschappelijke naam van deze soort is voor het eerst voorgesteld als Marasmia liliicola door Jean Ghesquière in een publicatie uit 1942.

## Voorkomen
De soort komt voor in Congo-Kinshasa. Ghesquière ontdekte deze grasmot in Noord-Kivu.

## Waardplanten
De rups van deze soort leeft op Kniphofia bequaerti (Asphodelaceae).